# Adolf Pieńkowski
Adolf Tomasz Pieńkowski herbu Suchekomnaty (ur. 29 grudnia 1835 w Guzówce, pow. krasnostawski, zm. 30 maja 1867 w Paryżu) – polski nauczyciel gimnazjalny, w czasie powstania styczniowego komisarz rządowy na województwo krakowskie, naczelnik cywilny powiatu stopnickiego, a następnie członek Rządu Narodowego; po powstaniu – na emigracji we Francji.  

## Życiorys

### Dzieciństwo i młodość
Urodził się w zubożałej rodzinie szlacheckiej. Był synem Jana Chrzciciela Konstantego Pieńkowskiego i Franciszki de domo Śliwickiej. Ojciec był oficjalistą w Ordynacji Zamojskiej, a później komisarzem policji w Warszawie. Adolf uczęszczał do warszawskiego gimnazjum realnego, a następnie studiował na Uniwersytecie Moskiewskim i Petersburskim, gdzie utrzymywał kontakty ze studenckimi kołami „czerwonych”. Uzyskał w roku 1859 stopień naukowy kandydata nauk matematycznych. Po powrocie do Warszawy otrzymał stanowisko nauczyciela chemii w macierzystym gimnazjum warszawskim, a później – po półrocznym pobycie we Francji, w celu poznania różnych francuskich zakładów naukowych (1862) – nauczyciela chemii, fizyki i technologii w Pińczowie.   

### Powstanie styczniowe
W roku 1861 Adolf Pieńkowski nie był zwolennikiem intensyfikowania manifestacji patriotycznych – akceptował program stopniowych kroków w kierunku niepodległości, sformułowany przez Edwarda Jürgensa. Zwolennicy powstania nazywali grupę Jürgensa „millenerami”, którzy oddalają o tysiąclecie (łac. mille annum – tysiąc lat) chwilę odzyskania niepodległości Polski. 
Po wybuchu powstania czynnie włączył się do działań oddziału Mariana Langiewicza. W lutym 1863 roku, w czasie przemarszu oddziału przez powiat stopnicki, zajmował się jego zaopatrzeniem. Do powstania dołączyło też ponad 20 uczniów Adolfa Pieńkowskiego ze szkoły w Pińczowie, m.in. Tadeusz Szymon Włoszek, Bolesław Kołtoński i Władysław Bonikowski, uczestnicy bitwy pod Małogoszczem, których mogiły znajdują się na Cmentarzu Starym w Kielcach.
W marcu 1863 roku Adolf Pieńkowski został szefem biura swojego przyjaciela, Władysława Gołemberskiego, naczelnika cywilnego województwa krakowskiego (okresowo pełnił funkcję jego zastępcy). Formował powstańcze oddziały w kieleckim, w tym oddział Zygmunta Chmieleńskiego. W połowie lipca tego roku został wysłannikiem Rządu Narodowego (RN), skierowanym na rozmowy z Leonem Królikowskim o jego projektach utworzenia polskiej marynarki wojennej, a w sierpniu – otrzymał zadanie utworzenia warszawskiego wydziału policji RN (scentralizowania różnych powstańczych agend policyjnych) i ochrony Rządu Karola Majewskiego przed zamachami ze strony „czerwonych”. Po powołaniu „wrześniowego” RN (z przewagą stronnictwa czerwonych) wydział zlikwidowano, a Pieńkowski został zdymisjonowany i wyjechał do Pińczowa (był zagrożony aresztowaniem i wyrokiem śmierci). Do Warszawy wrócił w połowie listopada, na wezwanie Romualda Traugutta, który powierzył mu wznowienie działania wydziału policji w swoim rządzie. We współpracy z Trauguttem wydawał we wrześniu „Rozporządzenia Wydziału Policji”, a w od 10 grudnia – „Rozporządzenia i Wiadomości Policji Narodowej”. Na początku lutego 1864 roku, gdy pojawiło się realne zagrożenie dekonspiracją, zbiegł do Paryża. 

### Okres paryski (1864–1867)
Zachowane dane, dotyczące funkcji pełnionych we Francji, nie są jednoznaczne. Istnieją informacje, że był m.in. naczelnikiem policji przy Adamie Sapieże i komisarzem rządowym przy Izbie Obrachunkowej – z tego stanowiska we wrześniu został zwolniony, prawdopodobnie na wniosek Jana Kurzyny (działacz patriotyczny związany z Ludwikiem Mierosławskim, opozycja wobec RN Romualda Traugutta). 
Swój udział w powstaniu opisał w języku francuskim, prawdopodobnie na życzenie francuskiej  policji (fr.Notes sur l'insurrection de 1863; 18 września 1864; wersja pol. Spiskowcy i partyzanci 1863 roku, tłum. Stefan Kieniewicz, wyd. 1967). Istnieją dowody, że również później udzielał policji informacji o działalności polskiej emigracji, jednak prawdopodobnie nikomu nie zaszkodził. Zygmunt Miłkowski twierdził, że mógł się tego podjąć z niedostatku.
W okresie trzech lat pobytu na emigracji (luty 1864 – maj 1867) początkowo pracował jako chemik w Gandawie (podobno opracowywał nowy sposób przechowywania mięsa), a następnie przebywał w Paryżu. Był współzałożycielem Towarzystwa Literacko-Naukowego (TLN) i członkiem Zjednoczenia Emigracji Polskiej. Publikował artykuły o „naukach przyrodzonych” w czasopiśmie TLN „Pismo Zbiorowe”. Prowadził odczyty dla młodzieży emigracyjnej na temat z dziedziny chemii oraz lekcje w Szkole Wieczornej Stowarzyszenia Kapłanów Polskich).